# Resolutie 2077 Veiligheidsraad Verenigde Naties
Resolutie 2077 van de Veiligheidsraad van de Verenigde Naties werd op 21 november 2012 unaniem aangenomen door de VN-Veiligheidsraad en vroeg landen die de nodige capaciteiten hadden om deel te nemen aan de strijd tegen de piraterij voor de kust van Somalië.

## Achtergrond
In 1960 werden de voormalige kolonies Brits-Somaliland en Italiaans-Somaliland onafhankelijk en samengevoegd tot Somalië. In 1969 greep het leger de macht en werd Somalië een socialistisch-islamitisch land. In de jaren 1980 leidde het verzet tegen het totalitair geworden regime tot een burgeroorlog en in 1991 viel het centrale regime. Vanaf dan beheersten verschillende groeperingen elke een deel van het land en enkele delen scheurden zich ook af van Somalië. Toen milities van de Unie van Islamitische Rechtbanken de hoofdstad Mogadishu veroverden greep buurland Ethiopië in en heroverde de stad. In 2008 werd piraterij voor de kust van Somalië een groot probleem.

## Inhoud

### Waarnemingen
Het piraterijprobleem nabij Somalië bleef de levering van hulpgoederen in dat land en de zeevaart in de regio bedreigen. Het probleem breidde zich ook uit naar de Indische Oceaan en aangrenzende zeeën. Ook zouden bij de piraterij kinderen betrokken zijn. Onderliggende oorzaak was het onstabiele Somalië.
Verder moesten illegale visserij en het illegaal lozen van (chemisch) afval moesten nauw in de gaten worden gehouden. Informatie hierover was schaars gezien er geen adequaat toezicht op was. Hierdoor was er ook geen bewijs dat dit Somalische jongeren aanzette tot piraterij. Achter die piraterij zat de georganiseerde misdaad.
De Somalische autoriteiten waren verantwoordelijk voor de strijd tegen piraterij in hun territoriale wateren en had hiervoor meermaals om internationale hulp gevraagd. Op 5 november 2012 vroeg men de provisies van resolutie 1897, die andere landen toestond in Somalische wateren te opereren, met een jaar te verlengen.

### Handelingen
De piraterij in Somalische wateren werd wederom veroordeeld en betreurd. Dit probleem en de onderliggende oorzaken (de instabiliteit van Somalië) moesten worden aangepakt. Somalië moest onverwijld een wetgeving tegen piraterij opmaken. Tevens moesten de onderzoeken naar de leiders van de betrokken misdaadnetwerken worden opgevoerd.
Stijgende losgeldbetalingen en de mank lopende afdwinging van het wapenembargo werkten het piraterijprobleem verder in de hand.
Landen en regionale organisaties met de nodige capaciteiten werden wederom gevraagd deel te nemen aan de strijd tegen deze piraterij in Somalië's territoriale wateren door marineschepen en vliegtuigen in te zetten om boten en wapens te onderscheppen.
Intussen bleef de oprichting van VN-antipiraterijrechtbanken verder in beraad. Ook was Interpol een databank begonnen om gegevens over piraterij bij Somalië te verzamelen. Landen werden gevraagd informatie te delen.

## Verwante resoluties
- Resolutie 2072 Veiligheidsraad Verenigde Naties
- Resolutie 2073 Veiligheidsraad Verenigde Naties
- Resolutie 2093 Veiligheidsraad Verenigde Naties (2013)
- Resolutie 2102 Veiligheidsraad Verenigde Naties (2013)

Lijst ·  2033 ·  2034 ·  2035 ·  2036 ·  2037 ·  2038 ·  2039 ·  2040 ·  2041 ·  2042 ·  2043 ·  2044 ·  2045 ·  2046 ·  2047 ·  2048 ·  2049 ·  2050 ·  2051 ·  2052 ·  2053 ·  2054 ·  2055 ·  2056 ·  2057 ·  2058 ·  2059 ·  2060 ·  2061 ·  2062 ·  2063 ·  2064 ·  2065 ·  2066 ·  2067 ·  2068 ·  2069 ·  2070 ·  2071 ·  2072 ·  2073 ·  2074 ·  2075 ·  2076 ·  2077 ·  2078 ·  2079 ·  2080 ·  2081 ·  2082 ·  2083 ·  2084 ·  2085